# Carl Jacob Petersson
Carl Jacob Petersson, född 12 juli 1794 i Trehörna församling, Östergötlands län, död 25 september 1875 i Linderås församling, Jönköpings län, var en svensk präst.

## Biografi
Carl Jacob Petersson föddes 1794 i Trehörna församling. Han var son till prosten Peter Eric Petersson och Maria Margareta Nygren i Varvs församling. Petersson blev 1813 student vid Uppsala universitet och 1816 vid Lunds universitet. Han prästvigdes 6 december 1818 och blev pastorsadjunkt i Varvs församling. År 1820 avlade han magisterexamen vid Lunds universitet. Petersson blev 11 juli 1827 kyrkoherde i Trehörna församling och 1848 kyrkoherde i Linderås församling. Han avled 1875 i Linderås församling.

### Familj
Petersson gifte sig med Carolina Helena Lovisa Duse. Hon var dotter till en ryttmästare.